# Gerenciamento de API
O gerenciamento de API é o processo de criação e publicação de interfaces de programação de aplicativos (APIs) na Web, aplicando suas políticas de uso, controlando o acesso, alimentando a comunidade de assinantes, coletando e analisando estatísticas de uso e relatando o desempenho. Os componentes de gerenciamento de API fornecem mecanismos e ferramentas para dar suporte às comunidades de desenvolvedores e assinantes.

## Componentes
Embora as soluções variem, os componentes que fornecem as seguintes funções são normalmente encontrados em produtos de gerenciamento de API:
- Gateway: um servidor que atua como um front-end de API, recebe solicitações de API, impõe políticas de limitação e segurança, passa solicitações para o serviço de back-end e, em seguida, passa a resposta de volta para o solicitante.[2] Um gateway geralmente inclui um mecanismo de transformação para orquestrar e modificar as solicitações e respostas em tempo real. Um gateway também pode fornecer funções como coletar dados analíticos e fornecer armazenamento em cache. O gateway pode fornecer a funcionalidade de suporte à autenticação, autorização, segurança, auditoria e conformidade regulatória.[3]
Ele pode ser implementado por um proxy reverso .
- Ferramentas de publicação : uma coleção de ferramentas que os provedores de API usam para definir APIs, por exemplo, usando as especificações OpenAPI ou RAML, gerar documentação de API, controlar o uso de API por meio de políticas de acesso e uso de APIs, testar e depurar a execução de API, incluindo testes de segurança e geração automatizada de testes e conjuntos de testes, implemente APIs em ambientes de produção, preparação e garantia de qualidade e coordene o ciclo de vida geral da API.
- Portal do desenvolvedor/loja de API: site da comunidade, normalmente com a marca de um provedor de API, que pode encapsular para usuários de API em uma única fonte conveniente de informações e funcionalidades, incluindo documentação, tutoriais, código de amostra, kits de desenvolvimento de software, um console de API interativo e sandbox para avaliação APIs, a capacidade de assinar as APIs e gerenciar chaves de assinatura, como OAuth2 Client ID e Client Secret, e obter suporte do provedor de API, usuário e comunidade.
- Relatórios e análises: funcionalidade para monitorar o uso e a carga da API (acertos gerais, transações concluídas, número de objetos de dados retornados, quantidade de tempo de computação e outros recursos internos consumidos, volume de dados transferidos). Isso pode incluir monitoramento em tempo real da API com alertas sendo gerados diretamente ou por meio de um sistema de gerenciamento de rede de nível superior, por exemplo, se a carga em uma API se tornar muito grande, bem como funcionalidade para analisar dados históricos, como logs de transações, para detectar tendências de uso. A funcionalidade também pode ser fornecida para criar transações sintéticas que podem ser usadas para testar o desempenho e o comportamento dos terminais da API. As informações coletadas pela funcionalidade de relatório e análise podem ser usadas pelo provedor de API para otimizar a oferta de API dentro do processo geral de melhoria contínua de uma organização e para definir acordos de nível de serviço de software para APIs.
- Monetização: funcionalidade para suportar cobrança de acesso a APIs comerciais. Essa funcionalidade pode incluir suporte para configuração de regras de preços com base no uso, carga e funcionalidade, emissão de faturas e cobrança de pagamentos, incluindo vários tipos de pagamentos com cartão de crédito.

## Tamanho do mercado
Vários analistas do setor têm observado que o tamanho do mercado de soluções de gerenciamento de API vem crescendo rapidamente desde o início dos anos 2010. O Gartner estimou o tamanho do mercado para gerenciamento de API em US$ 70 milhões em 2013 e crescendo 40% ao ano. De acordo com a Forrester Research, somente nos EUA, o gasto anual com gerenciamento de API foi de US$ 140 milhões em 2014, com expectativa de crescer para US$ 660 milhões até 2020, com vendas globais totais previstas para ultrapassar um bilhão de dólares em torno deste ano. A análise de mercado mais recente, conduzida pela KBV Research em 2019, previu um CAGR contínuo de 28,4%, elevando o valor total de mercado para US$ 6,2 bilhões até 2024